# Conopophaga peruviana
Conopophaga peruviana là một loài chim trong họ Conopophagidae.
Loài này được tìm thấy ở Bolivia, Brazil, Ecuador và Peru. Môi trường sống tự nhiên của chúng là rừng ẩm vùng đất thấp nhiệt đới hoặc cận nhiệt đới.